# Kísértetbéka-félék
A kísértetbéka-félék  (Heleophrynidae) a kétéltűek (Amphibia) osztályába és  a békák (Anura) rendjébe tartozó  család.
Egyik fajuk élőhelye a Fokváros környéki Skeleton Gorge, azaz "Csontváz-szurdok", ahol valaha tradicionális temetkezési hely volt, innen kapták nevüket

## Rendszerezés
A családba az alábbi 2 nem és 7 faj tartozik:
- Hadromophryne (Hewitt, 1913)
  - Hadromophryne natalensis (Hewitt, 1913)
- Heleophryne (Sclater, 1898)
  - Heleophryne depressa FitzSimons, 1946
  - Heleophryne hewitti Boycott, 1988
  - Heleophryne orientalis FitzSimons, 1946
  - fokföldi kísértetbéka (Heleophryne purcelli) Sclater, 1898
  - Heleophryne regis Hewitt, 1910
  - rózsás kísértetbéka (Heleophryne rosei) Hewitt, 1925